# Mont-Saint-Jean (Côte-d’Or)
Mont-Saint-Jean – miejscowość i gmina we Francji, w regionie Burgundia-Franche-Comté, w departamencie Côte-d’Or.
Według danych na rok 1990 gminę zamieszkiwało 270 osób, a gęstość zaludnienia wynosiła 10 osób/km² (wśród 2044 gmin Burgundii Mont-Saint-Jean plasuje się na 643. miejscu pod względem liczby ludności, natomiast pod względem powierzchni na miejscu 235.).